# Interdicció lingüística
Interdicció lingüística és un impediment psicològic per a la utilització de certes paraules considerades tabús a causa de factors de tipus social, cultural o existencial, ja que aquestes paraules provoquen associacions mentals ingrates, vulgars o socialment incorrectes i en conseqüència es tendeix a substituir-les o suavitzar-les per una altra paraula neutral a la qual se li denomina eufemisme.

## Definició sociolingüística
En sociolingüística, se li denomina interdicció lingüística al fenomen que consisteix en la prohibició d'usar certes paraules que designen situacions desagradables o temudes. Aquest fenomen està àmpliament lligat a la noció de prestigi. Com se sap, la societat imposa sobre la llengua un ús qualificat de normatiu que es pressuposa estàndard i, amb això, estigmatitza certes formes, construccions o pronunciacions en qualificar-les de marginals. Això no vol dir que no s'usin en determinats contextos o en determinades ocasions. Així, per exemple, està comprovat que les dones són més sensibles a la norma lingüística, doncs, en general, es mantenen dins de les formes de prestigi. Els homes, al contrari, es deixen portar per la utilització de formes no acceptades, la qual cosa s'entén com un acte que reafirma la seva masculinitat.

## Terme tabú i atenuació
En general, en la interdicció lingüística es reconeixen dos processos: el terme tabú i l'atenuació. El terme tabú és aquell que el parlant identifica com a desagradable i, per tant, socialment inacceptable. Els tabús, en general, estan condicionats pels valors i les convencions socials com la moral o les supersticions.
La paraula tabú va ser introduïda al món occidental pels diaris del capità James Cook, qui, en les seves exploracions de les illes del Mar del Sud, va trobar que els nadius utilitzaven el terme “tabú” o “tafú" per referir-se a coses que era prohibit tocar, per a llocs prohibits i persones amb activitats limitades. El tabú, llavors, es refereix en lingüística a la prohibició de pronunciar una paraula en virtut del seu contingut.
L'aspecte més interessant del tabú lingüístic és que arriba a estendre's a veus fonèticament semblants. Així, per exemple, la veu agafar en certes variants de l'espanyol d'Amèrica és tabú per la seva homofonia amb la veu interdicta. En anglès, les veus cock (gall) i cockroach (panerola) han estat substituïdes per rooster i roach respectivament per evitar l'evocació del tabú cock (penis). Així mateix, en japonès, el número quatre (shi) es considera tabú per ser homòfon de la paraula mort.
L'atenuació, per la seva banda, consisteix a recórrer a fórmules, eufemismes, metàfores, figures del llenguatge o gestos que eviten la utilització del terme o expressió estigmatitzada. Per aquest mitjà, els tabús són modificats, substituïts o simplement evitats. Per a tal efecte, es recorre a diversos mitjans:
1. La paraula menyspreable s'atenua per mitjà de l'addició d'un diminutiu. Per exemple, en espanyol gordito és més acceptable que gros i en anglès es prefereix dir a little old lady en comptes de old lady.
2. La paraula estigmatitzada es representa amb la seva lletra inicial com a H.P. (Fill de puta) en espanyol o S.O.B. (Son of a bitch) en anglès.
3. S'utilitza la distorsió fonètica per eludir el terme tabú. Així, en espanyol en comptes de dir merda no és rar que es recorri a la paraula dimecres.
4. La paraula tabú és substituïda per una altra. Com en el cas de dir darrere en comptes de cul.
5. Finalment, també es pot recórrer a un gest per substituir la paraula. No obstant això, els gestos també s'arriben a considerar tabú.

## Temes sotmesos a tabú
El tabú, al llarg de la història, ha girat entorn els següents quatre grans temes: 
- La religió: El cas més conegut és el dels jueus, els qui no podien pronunciar el nom de Déu (Yahveh) i, per això, l'anomenaven amb el terme Adonai, que significa senyor. En l'actualitat, un cas molt de tabú religioso es troba en l'anglès dels Estats Units on s'evita el nom Jesús i en el seu lloc es diu Gee.
- La mort: Per ser un tòpic de misteri i terror al mateix temps, és comú que s'eviti esmentar les paraules mort o mort en certs contextos. En el seu lloc, existeixen varietat de termes eufemístics com a difunt, finat, extint, descansar, anar-se'n, retirar-se, etc.
- Les funcions fisiològiques: Els processos naturals del cos es consideren desagradables i les paraules que els designen, per tant, són tabús. En general, en aquest cas també es recorre a eufemismes com fer pipí en comptes de pixar o fer pupú en comptes de defecar. El lloc on es realitzen aquestes funcions també es considera tabú i hi ha una llarga llista de paraules eufemístiques per designar-ho: vàter, servei, privat, tocador, etc.
- El sexe: En la societat actual, els tabús més importants tenen a veure amb el sexe. La raó d'això és probablement la consideració que és alguna cosa privada. A més, la religió durant molt temps ha considerat al sexe com alguna cosa impura. Els tabús sexuals es refereixen en concret a tres grups de termes. En primer lloc, es troben els termes que designen als òrgans sexuals. En segon lloc, es troben les paraules que designen l'acte sexual de l'ésser humà. Finalment, estan les paraules que es relacionen amb l'activitat de la prostitució.